# Teddy Duckworth
Thomas Crook Duckworth dit Teddy Duckworth est un footballeur et entraîneur anglais, né en 1882 à Blackpool et mort à une date inconnue.

## Biographie
Né à Blackpool, Teddy Duckworth commence sa carrière au poste d'attaquant avec le club de sa ville natale, le Blackpool FC, en 1902. Il dispute dix rencontres au cours de la saison pour tois buts inscrits. La saison suivante, il rejoint West Ham United puis est transféré pour un montantr de 350 livres aux Blackburn Rovers en 1903. Il retourne au Blackpool FC en 1904 et joue 24 rencontres pour deux buts marqués.
Blessé au genou, il doit mettre fin à sa carrière professionnelle. Mobilisé sur le front lors de la première guerre mondiale, il est blessé sur la Somme et passe dix-huit mois à l'hôpital.
Passé préalablement par la Suisse, il dirige notamment l'AS Saint-Étienne lors de la saison 1934-1935 puis de 1936 à 1940, et le Lyon Olympique Universitaire de 1944 à 1946 puis en 1949-50. Nommé à tort « William » par certaines sources françaises, « Teddy » est le manager de l'équipe de Suisse qui remporte la médaille d'argent au tournoi olympique en 1924. Contrairement aux autres titres généralement mis au crédit des entraîneurs, les médailles olympiques sont uniquement mises au crédit des athlètes. Son jubilé se dispute le 6 juin 1949 entre le Servette et l'AS Saint-Étienne.
Surnommé « papa », il opère encore en 1950 à l'Olympique lyonnais dans l'encadrement des amateurs du club.

## Carrière

### En tant que joueur
- 1902  00000:  Blackpool FC
- 1903–1904 :  West Ham United FC
- 1903–1904 :  Blackburn Rovers FC
- 1905  00000:  Blackpool FC

### En tant qu'entraîneur
- 1921–1929 :  Servette FC
- 1924-1933 :  Suisse
- 1928  00000:  CS des Terreaux
- 1930  00000:  Servette FC
- 1934-1935 :  AS Saint-Étienne
- 1936-1940 :  AS Saint-Étienne
- 1944-1946 :  Lyon OU
- 1949-1950 :  Lyon OU

## Palmarès
- Championnat de Suisse de football
  - Champion en 1922, en 1925, en 1926 et en 1930
- Coupe de Suisse de football
  - Vainqueur en 1928